# Landkreis Falkenau an der Eger

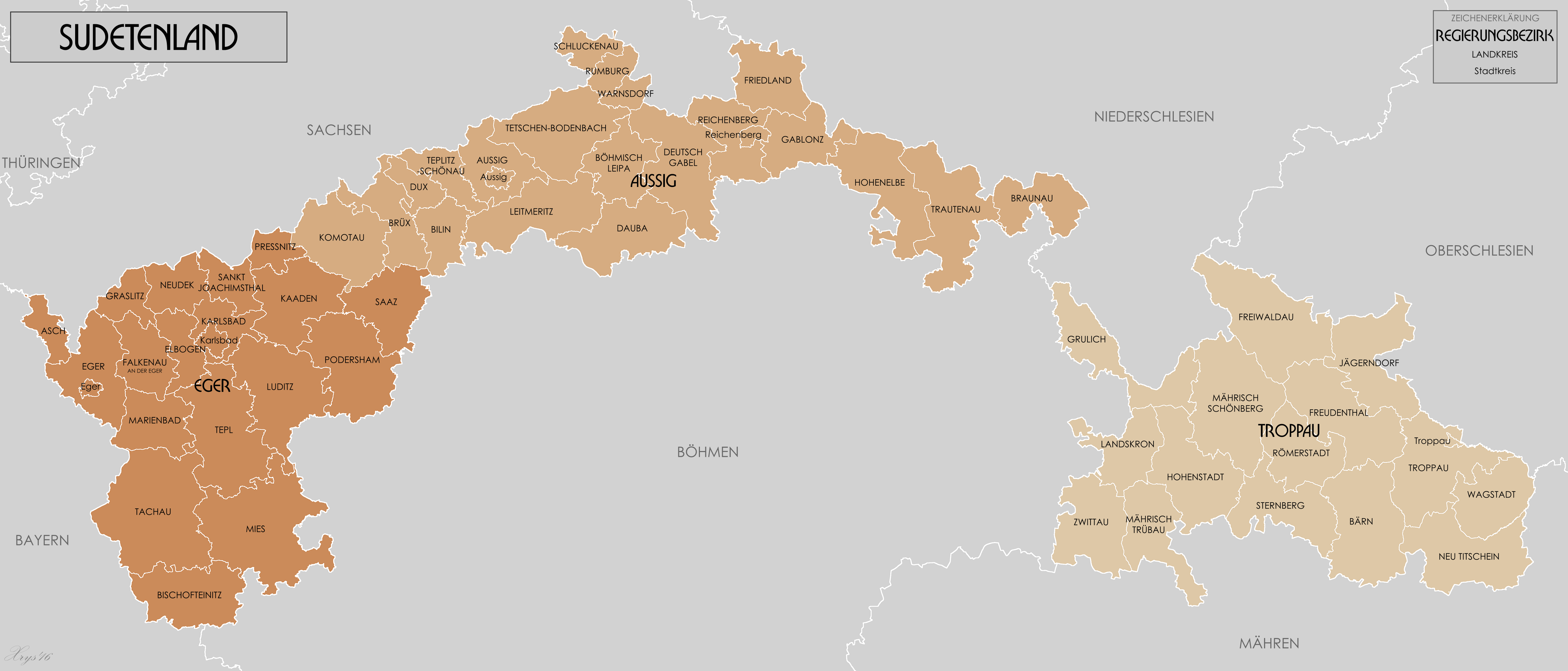
Verwaltungskarte des Reichsgaus Sudetenland

Der deutsche Landkreis Falkenau an der Eger bestand in der Zeit zwischen 1938 und 1945. Er umfasste am 1. Januar 1945:
- 4 Städte (Bleistadt, Falkenau an der Eger, Gossengrün, Königsberg an der Eger)
- 2 Märkte (Maria Kulm, Zwodau)
- 51 weitere Gemeinden.

Am 1. Dezember 1930 hatte das Gebiet des Landkreises Falkenau an der Eger 61.629 Einwohner, am 17. Mai 1939 waren es 58.559 und am 22. Mai 1947 38.571 Bewohner.

## Verwaltungsgeschichte

### Tschechoslowakei / Deutsche Besatzung
Vor dem Münchner Abkommen vom 29. September 1938 gehörte der politische Bezirk Falknov zur Tschechoslowakei.
In der Zeit vom 1. bis 10. Oktober 1938 besetzten deutsche Truppen das Sudetenland. Der politische Bezirk Falknov trug fortan die frühere deutsch-österreichische Bezeichnung Falkenau an der Eger. Er umfasste den Gerichtsbezirk Falkenau an der Eger. Seit dem 20. November 1938 führte der politische Bezirk Falkenau an der Eger die Bezeichnung „Landkreis“. Er unterstand bis zu diesem Tage dem Oberbefehlshaber des Heeres, Generaloberst Walther von Brauchitsch, als Militärverwaltungschef.

### Deutsches Reich
Am 21. November wurde das Gebiet des Landkreises Falkenau an der Eger förmlich in das Deutsche Reich eingegliedert und kam zum Verwaltungsbezirk der Sudetendeutschen Gebiete unter dem Reichskommissar Konrad Henlein.
Sitz der Kreisverwaltung wurde die Stadt Falkenau an der Eger.
Ab dem 15. April 1939 galt das Gesetz über den Aufbau der Verwaltung im Reichsgau Sudetenland (Sudetengaugesetz). Danach kam der Landkreis Falkenau an der Eger zum Reichsgau Sudetenland und wurde dem neuen Regierungsbezirk Eger mit dem Sitz des Regierungspräsidenten in Karlsbad zugeteilt.
Zum 1. Mai 1939 wurde eine Neugliederung der teilweise zerschnittenen Kreise im Sudetenland verfügt. Danach blieb der Landkreis Falkenau an der Eger in seinen bisherigen Grenzen erhalten.
Bei diesem Zustand blieb es bis zum Zusammenbruch des Deutschen Reiches am Ende des Zweiten Weltkriegs.
Seit 1945 gehörte das Gebiet wieder zur Tschechoslowakei. Heute ist es ein Teil der Tschechischen Republik. Die Stadt Falkenau an der Eger heißt seit 1948 Sokolov.

## Landräte
1939–9999: Heinz Wirsching
1940–1944/45: Ekkehard Geib (* 1909)

## Kommunalverfassung
Bereits am Tag vor der förmlichen Eingliederung in das Deutsche Reich, nämlich am 20. November 1938, wurden alle Gemeinden der Deutschen Gemeindeordnung vom 30. Januar 1935 unterstellt, welche die Durchsetzung des Führerprinzips auf Gemeindeebene vorsah. Es galten fortan die im bisherigen Reichsgebiet üblichen Bezeichnungen, nämlich statt:
- Ortsgemeinde: Gemeinde,
- Marktgemeinde: Markt,
- Stadtgemeinde: Stadt,
- Politischer Bezirk: Landkreis.

## Ortsnamen
Es galten die bisherigen Ortsnamen weiter, und zwar in der deutsch-österreichischen Fassung von 1918.

## Städte und Gemeinden
- Arnitzgrün
- Birndorf
- Bleistadt
- Bukwa
- Daßnitz
- Dorf Lauterbach
- Ebmeth
- Falkenau an der Eger
- Frohnau
- Gossengrün
- Grasset
- Habersbirk
- Haselbach
- Horn
- Katzengrün
- Kirchenbirk
- Königsberg an der Eger
- Königswerth
- Kogerau
- Kohling
- Kotigau
- Lanz
- Leopoldshammer
- Liebau
- Liebenau
- Littengrün
- Lobs
- Loch
- Maria Kulm
- Marklesgrün
- Mülln
- Ober Neugrün
- Pichelberg
- Plumberg
- Pochlowitz
- Prösau
- Prünles
- Pürgles
- Reichenbach
- Robesgrün
- Ruditzgrün
- Schaben
- Schönbrunn
- Schönlind
- Steinbach
- Steinhof
- Teschwitz
- Thein
- Theißau
- Unter Neugrün
- Unter Reichenau
- Werth
- Wöhr
- Wudingrün
- Zieditz
- Zwodau